# Nigma tuberosa
Nigma tuberosa là một loài nhện trong họ Dictynidae.
Loài này thuộc chi Nigma. Nigma tuberosa được Jörg Wunderlich miêu tả năm 1987.